# Tiger Shaw
Gale H. „Tiger“ Shaw III. (* 24. August 1961 in Burlington, Vermont) ist ein ehemaliger US-amerikanischer alpiner Skirennläufer.
Shaw trat zwischen 1983 und 1990 im alpinen Skiweltcup an. Dabei erreichte er acht Mal die Top Ten, sieben Mal im Slalom und ein Mal in der Kombination. Außerdem nahm er 1984 an den Olympischen Winterspielen in Sarajevo teil. Bei seinen Starts im Riesenslalom und Slalom erreichte er aber beide Male nicht das Ziel. Vier Jahre später, bei den Olympischen Winterspielen 1988 in Calgary, belegte er im Super-G den 18. und im Slalom Rang 12. Platz.
Shaw schloss 1985 sein Studium am Dartmouth College ab und arbeitete in der Autoindustrie, bis er seine eigene Firma DealerWire gründete und dort als COO tätig war. Im Februar 2006 wurde diese aufgekauft, wobei Shaw beim Koordinieren beider Geschäfte mit beteiligt war.

Im August 2013 wurde er als COO der US Ski and Snowboard Association berufen und stieg im Frühjahr 2014 zum CEO auf.